# On n'est pas des marques de vélo
Pour plus de détails, voir Fiche technique et Distribution.
On n'est pas des marques de vélo est un documentaire français réalisé par Jean-Pierre Thorn et sorti en 2003.

## Fiche technique
- Titre : On n'est pas des marques de vélo
- Réalisation :  Jean-Pierre Thorn
- Photographie : François Kuhnel et Aurélien Devaux
- Son : Jean-Paul Bernard
- Mixage : Jean-Guy Véran
- Montage : Janice Jones
- Production : Mat Films - Arte France Cinéma
- Pays :  France
- Genre : Documentaire
- Durée : 89 minutes
- Date de sortie : France - 24 septembre 2003

## Distribution
- Bouda
- Sidney Duteil
- Kool Shen
- Jimmy Kiavué
- Gabin Nuissier
- Pascal-Blaise Ondzie
- Stéphane Maugendre

## Sélections
- Festival de Cannes 2003 (programmation de l' ACID[1]
- Festival international du film francophone de Namur 2003
- Mostra de Venise 2003
- Festival international des programmes audiovisuels de Biarritz 2003[2]